# Alto Douro

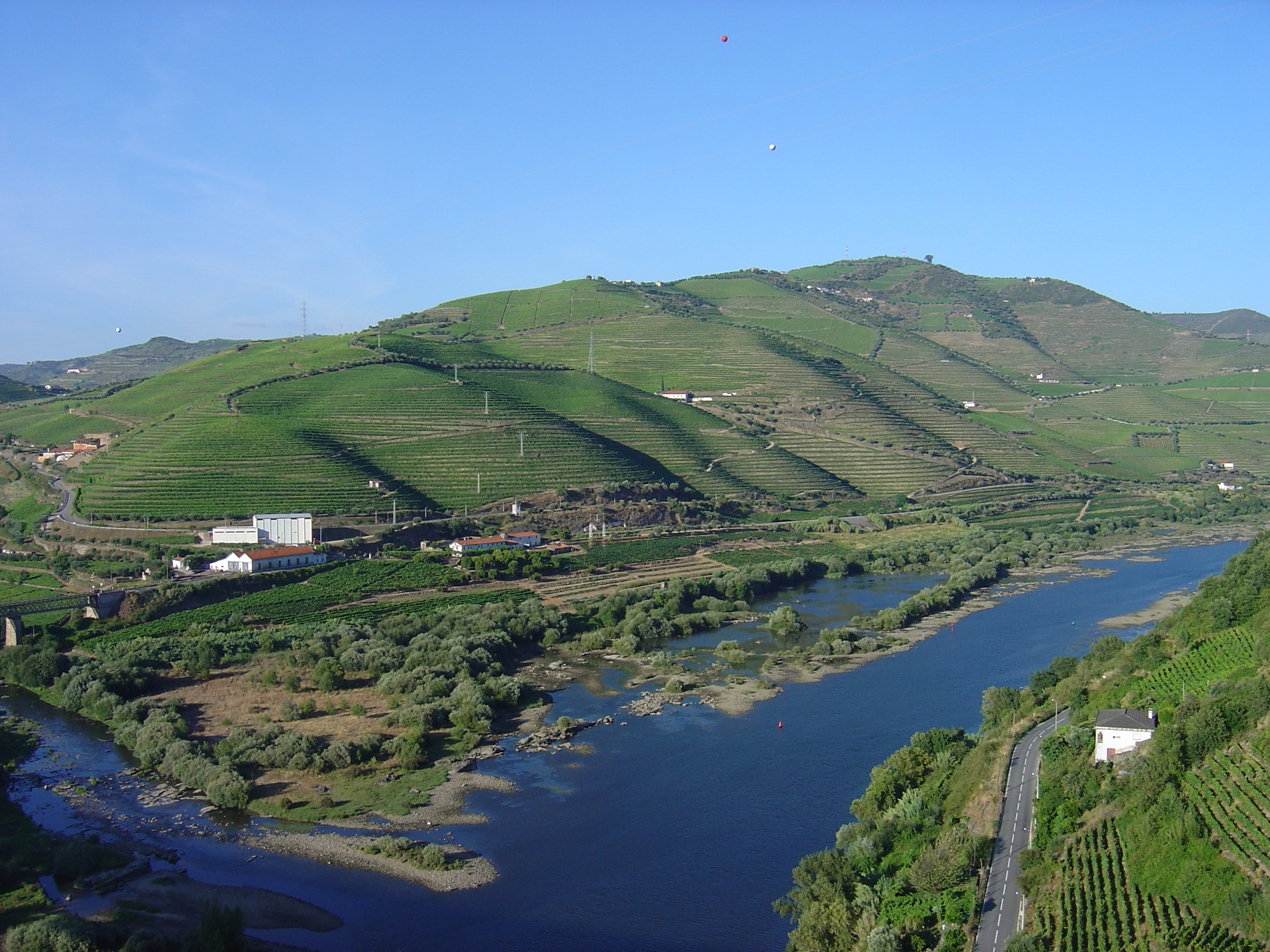
Regiunea Duoro

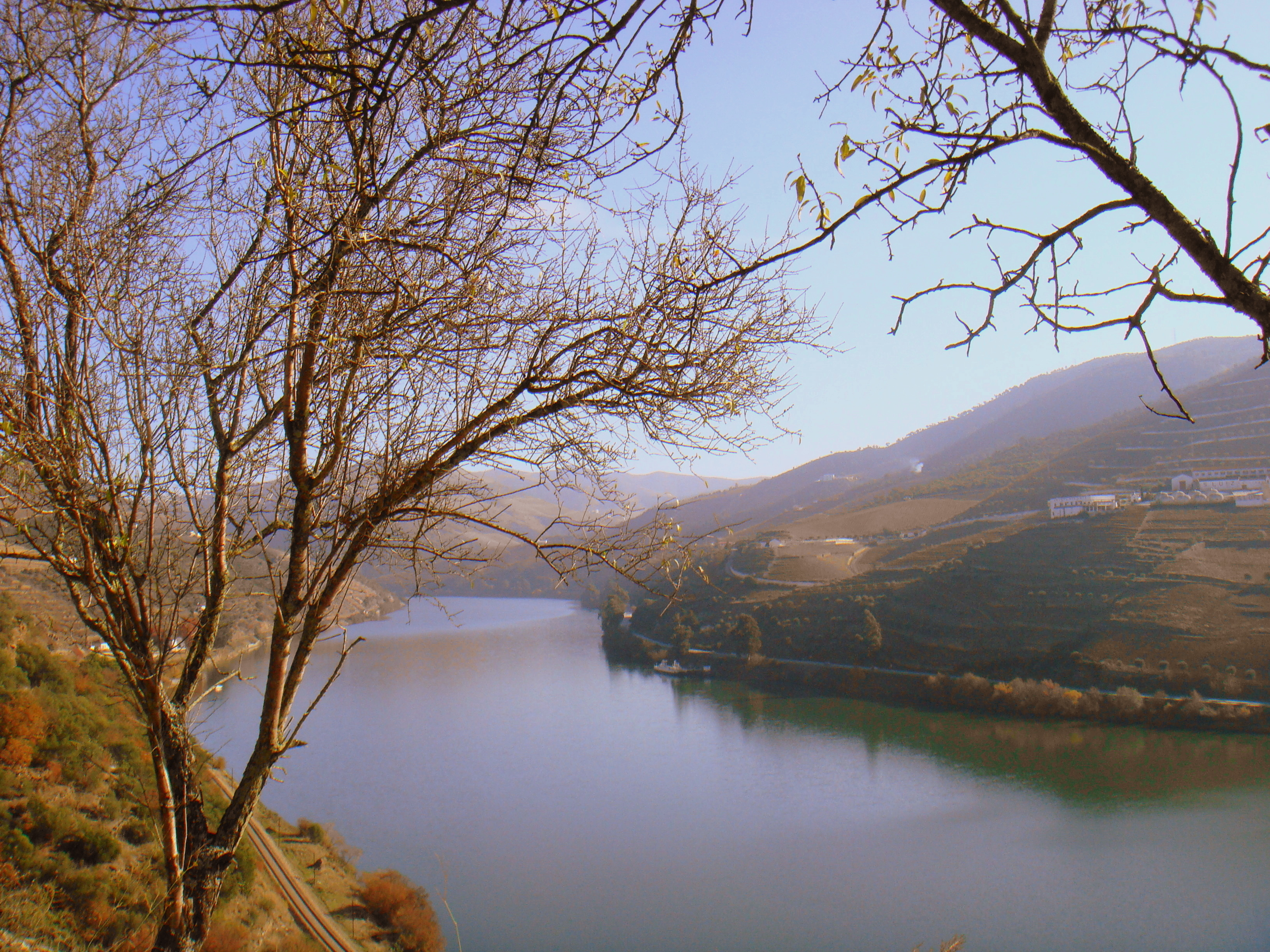
Parcul Naţional Duoro

Douro este o regiune viniferă portugheză centrată pe râul Douro din regiunea Trás-os-Montes e Alto Douro. Câteodată, mai este cunoscută și ca  Alto Douro (Douro superior), din moment ce este localizat la o distnață amonte de Porto. Clasificarea cea mai mare a vinurilor pentru această regiune este Denominação de Origem Controlada (DOC). 